# Pinos redondeados en Aoyama
Pinos redondeados en Aoyama (青山園座松 Aoyama enza-no-matsu?) es una estampa japonesa de estilo ukiyo-e obra de Katsushika Hokusai. Fue producida entre 1830 y 1832 como parte de la célebre serie Treinta y seis vistas del monte Fuji, a finales del período Edo. La impresión muestra el jardín de pinos del templo Ryūgan-ji, con personas haciendo un pícnic y paseando.

## Escenario
El llamado «pino cojín» en Aoyama (del japonés enza-no-matsu) era el árbol más conocido en los terrenos del Ryūgan-ji, con 5.6 metros de ancho. A su alrededor, se plantaron otros pinos más pequeños para rodearlo. Estos árboles se caracterizan por sus ramas extendidas, que hacen que parezca un cojín verde gigantesco; esto llevó al nombre de «pino cojín». Algunas de sus ramas eran muy largas y se colapsaban por su propio peso, por lo varios zancos de bambú las sostenían. El autor marcó cada rama y hoja del pinar con un mínimo detalle. La escena también muestra a varios excursionistas. Al juntar en una imagen el pino cojín y el monte Fuji, Hokusai apeló a los gustos de la gente: escenas de lugares conocidos que los posibles compradores de estas obras siempre habían querido visitar.

## Descripción

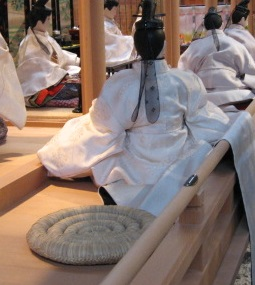
Cojines de paja redondos japoneses, llamados «enza», que dan nombre a los pinos «enza-no-matsu».

La impresión retrata el jardín de pinos del templo budista zen Ryūgan-ji, que se encontraba en el actual barrio de Harajuku en Shibuya. En primer plano, un grupo de visitantes conversan y beben sake en una mesa de pícnic, mientras un hombre de la mano de su hijo le señala en dirección al monte Fuji. La principal intención de Hokusai fue representar el «pino cojín», que llegó a aparecer en una guía de Edo, para contentar los gustos de sus clientes potenciales. Esto se repite a lo largo de la serie, donde muestra el monte Fuji junto con paisajes famosos. En esta ocasión, trazó las ramas y hojas de los pinos con gran detalle, y para evitar que los árboles eclipsaran a la montaña, decidió ubicar el pinar en la parte derecha, lejos del centro, lo que deja espacio para el monte. Su lado izquierdo transcurre en paralelo con la silueta de los pinos. Contrasta la forma de semicírculo del jardín con la composición triangular del Fuji.